# Black 'N Blue
Black 'N Blue je americká metalová skupina z Portlandu v Oregonu založená v roce 1981.

## Kariéra
Skupinu v listopadu 1981 založili přátelé ze střední školy Jamie St. James a Tommy Thayer pod názvem Movie Star. Později si změnili jméno na Black 'N Blue podle vzhledu džínoviny a kůže. V roce 1982 je objevil redaktor heavymetalového fanzinu Brian Slagel, který slyšel jejich demo song 'Chains Around Heaven' a následně skladbu přidal do svého nezávislého kompilačního alba Metal Massacre, které také představilo nováčky jako Metallica, Ratt a Steeler.
V roce 1982 se skupina přestěhovala do Los Angeles a okamžitě si vytvořila jméno na hollywoodské klubové scéně. Během půl roku podepsala nahrávací smlouvu s Geffen Records. V srpnu 1984 vydala svoje debutové album Black 'N Blue.

## Členové skupiny

### Současní
- Jamie St. James – zpěv (1981–1989, 1997, 2003, 2007, 2008–dosud)
- Patrick Young – baskytara (1981–1989, 1997, 2003, 2007, 2008–dosud)
- Pete Holmes – bicí (1981–1989, 1997, 2003, 2007, 2008–dosud)
- Brandon Cook – kytary (2013–dosud)
- Doug Rappoport – kytary (2021–dosud)

### Dřívejší
- Tommy Thayer – kytary (1981–1989, 1997) (host: 2007, 2008, 2010, 2011, 2018)
- Virgil Ripper – kytary (1981–1982)
- Jeff „Woop“ Warner – kytary (1982–1989, 1997, 2003, 2007, 2008–2013)
- Shawn Sonnenschein – kytary (2003–2017)
- Bobby Capka – kytary (2017– 2021)

## Diskografie
- Black 'N Blue (1984)
- Without Love (1985)
- Nasty Nasty (1986)
- In Heat (1988)
- Hell Yeah! (2011)